# Хенгіфосс
Хенгіфосс (ісл. Hengifoss) — третій за висотою водоспад (128 м) в Ісландії. Знаходиться на річці Хенгіфоссау в муніципалітеті Фльотсдальсхреппюр в Аустурланді. Оточений базальтовими породами, між котрими лежать тонкі шари червоної глини. Серед породи можна знайти зкам'янілі стовбури хвойних дерев, стійких до холоду, і лігніт, що ріс в теплий кліматичний період протягом останніх років Третинного періоду. Нижче за течією знаходиться водоспад Літланесфосс, знаменитий колонами вулканічного походження.
Місця навколо водоспаду є найпопулярнішими для пішого туризму у Східній Ісландії. Від парковки до водоспаду можна дійти за 40-60 хвилин.